# Testudinella
Testudinella är ett släkte av hjuldjur som beskrevs av Bory de St. Vincent 1826. Testudinella ingår i familjen Testudinellidae.

## Dottertaxa tillTestudinella, i alfabetisk ordning[1][2]
- Testudinella ahlstromi
- Testudinella amphora
- Testudinella andranomenensis
- Testudinella angulata
- Testudinella aspis
- Testudinella berzinsi
- Testudinella brevicaudata
- Testudinella brycei
- Testudinella caeca
- Testudinella carlini
- Testudinella clypeata
- Testudinella dendradena
- Testudinella discoidea
- Testudinella elliptica
- Testudinella emarginula
- Testudinella epicopta
- Testudinella gillardi
- Testudinella greeni
- Testudinella haueriensis
- Testudinella husseyi
- Testudinella incisa
- Testudinella kostei
- Testudinella magna
- Testudinella mucronata
- Testudinella munda
- Testudinella neboisi
- Testudinella obscura
- Testudinella ohlei
- Testudinella ovata
- Testudinella panonica
- Testudinella parva
- Testudinella patina
- Testudinella reflexa
- Testudinella robertsonae
- Testudinella sphagnicola
- Testudinella stappersi
- Testudinella striata
- Testudinella subdiscoidea
- Testudinella triangularis
- Testudinella tridentata
- Testudinella truncata
- Testudinella unicornuta
- Testudinella walkeri
- Testudinella vanoyei
- Testudinella wuhanensis